# Kotschetok (Tschuhujiw)
Kotschetok (ukrainisch und russisch Кочеток) ist eine Siedlung städtischen Typs in der ukrainischen Oblast Charkiw mit etwa 3100 Einwohnern (2015).

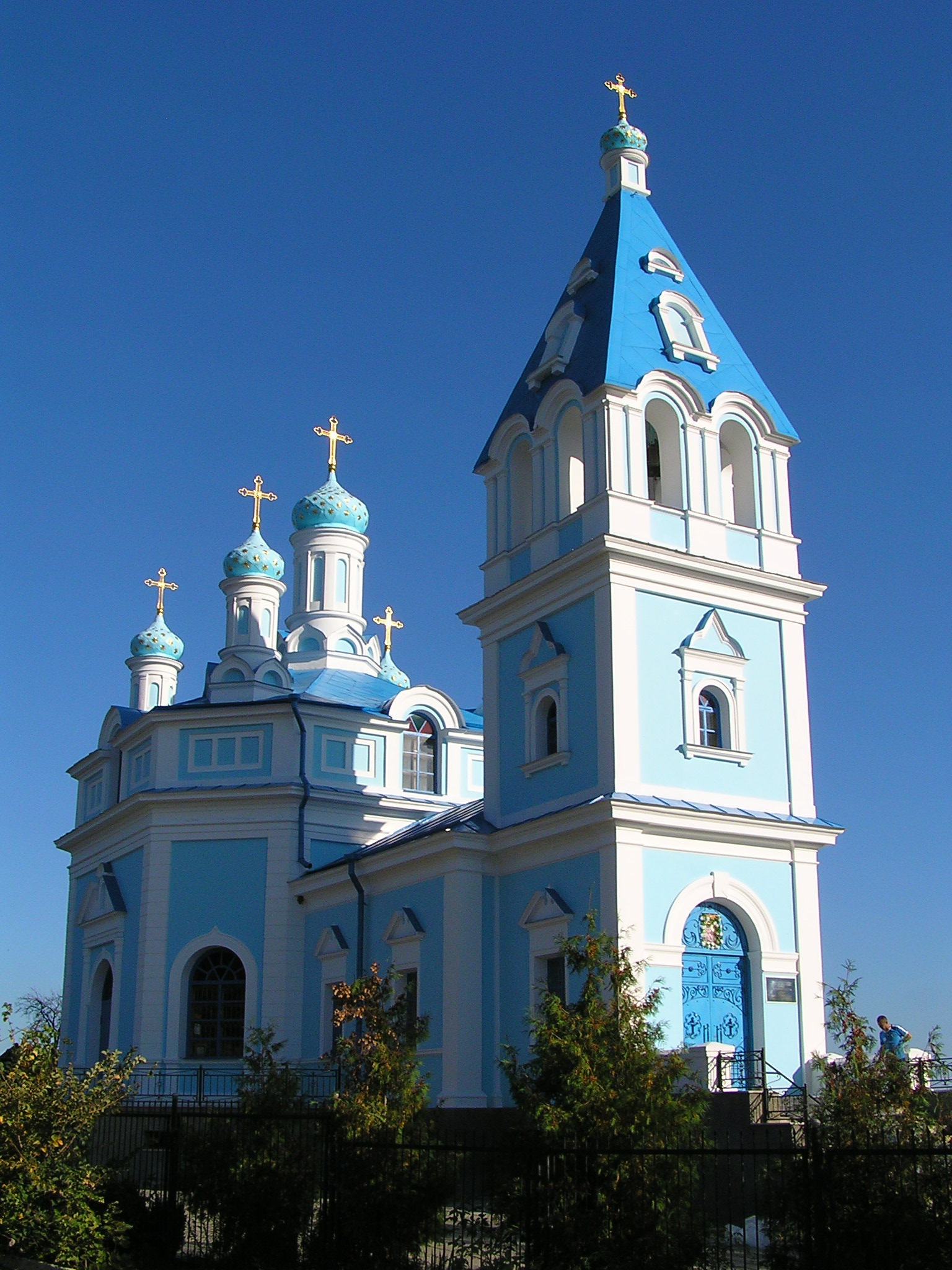
Kirche im Ort

Die 1641 gegründete Ortschaft erhielt 1938 den Status einer Siedlung städtischen Typs.
Kotschetok liegt am Ufer des Siwerskyj Donez und an der Territorialstraße T–21–11 5 km nördlich vom Rajonzentrum Tschuhujiw und 44 km südöstlich von Charkiw.
Am 12. Juni 2020 wurde die Siedlung ein Teil der Stadtgemeinde Tschuhujiw im Rajon Tschuhujiw; bis dahin bildete es die Siedlungsratsgemeinde Kotschetok (Кочетоцька селищна рада/Kotschetozka selyschtschna rada) im Zentrum des Rajons Tschuhujiw.